# 蟋蟀薹草
蟋蟀薹草（学名：Carex eleusinoides）为莎草科薹草属的植物。分布在蒙古、日本、朝鲜、俄罗斯以及中国大陆的吉林省等地，生长于海拔1,700米至2,500米的地区，多生在高山冻原上及水边，目前尚未由人工引种栽培。

## 异名
- Carex eleusinoides Turcz. ex Kunth var. subalpina Chou